# Laugarbakki
Laugarbakki é uma localidade na Islândia, com uma população de cerca de 57 habitantes em 2018.